# Bürgerhaus Angermund

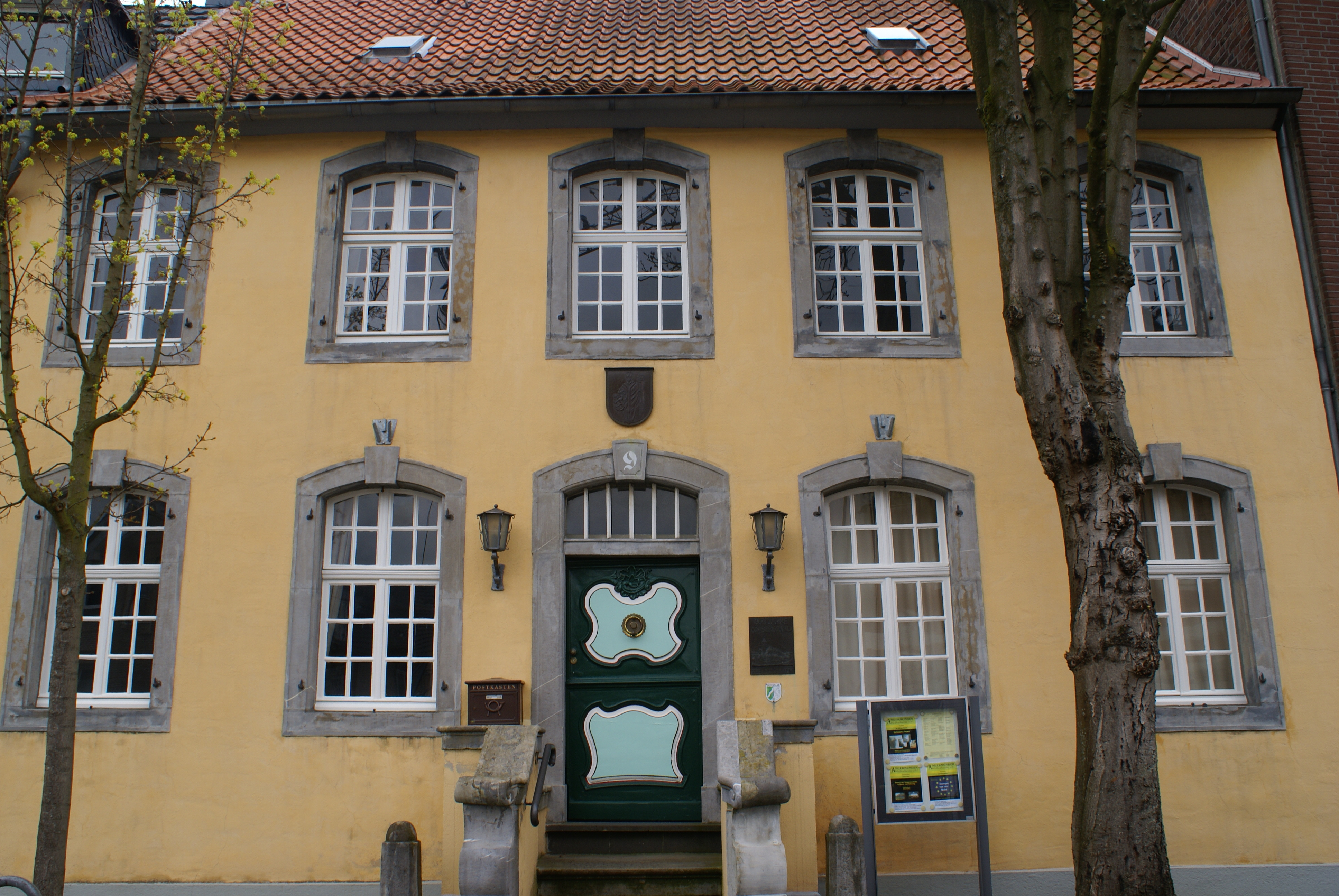
Bürgerhaus Angermund

Das Bürgerhaus Angermund befindet sich in der Graf-Engelbert-Straße 9 in Düsseldorf-Angermund. Eigentümer des im 18. Jahrhundert im barocken Stil errichteten Gebäudes, das seit dem Jahr 1984 unter Denkmalschutz steht, ist die Stadt Düsseldorf. Das Bürgerhaus ist als ehemaliges Bürgermeisteramt heute das älteste und historisch wertvollste Gebäude in der Graf-Engelbert-Straße.
Am 22. Dezember 1974 wurde das Bürgerhaus dem Angermunder Kulturkreis e. V. (AKK) als ständiges Domizil zur Nutzung übergeben. Der Verein organisiert dort regelmäßig kulturelle Veranstaltungen, wie Ausstellungen, Vorträge und Lesungen. Das Haus dient zudem als Treffpunkt für verschiedene Angermunder Vereine und Initiativen.
Im Frühjahr 2019 stellte der Angermunder Kulturkreis einen Raum des Bürgerhauses zum Betrieb der Lesben- und Schwulenbibliothek Düsseldorf (LuSBD) zur Verfügung.
In einem Anbau befindet sich das Heinz-Schmitz-Archiv zur Heimatgeschichte.

## Literatur

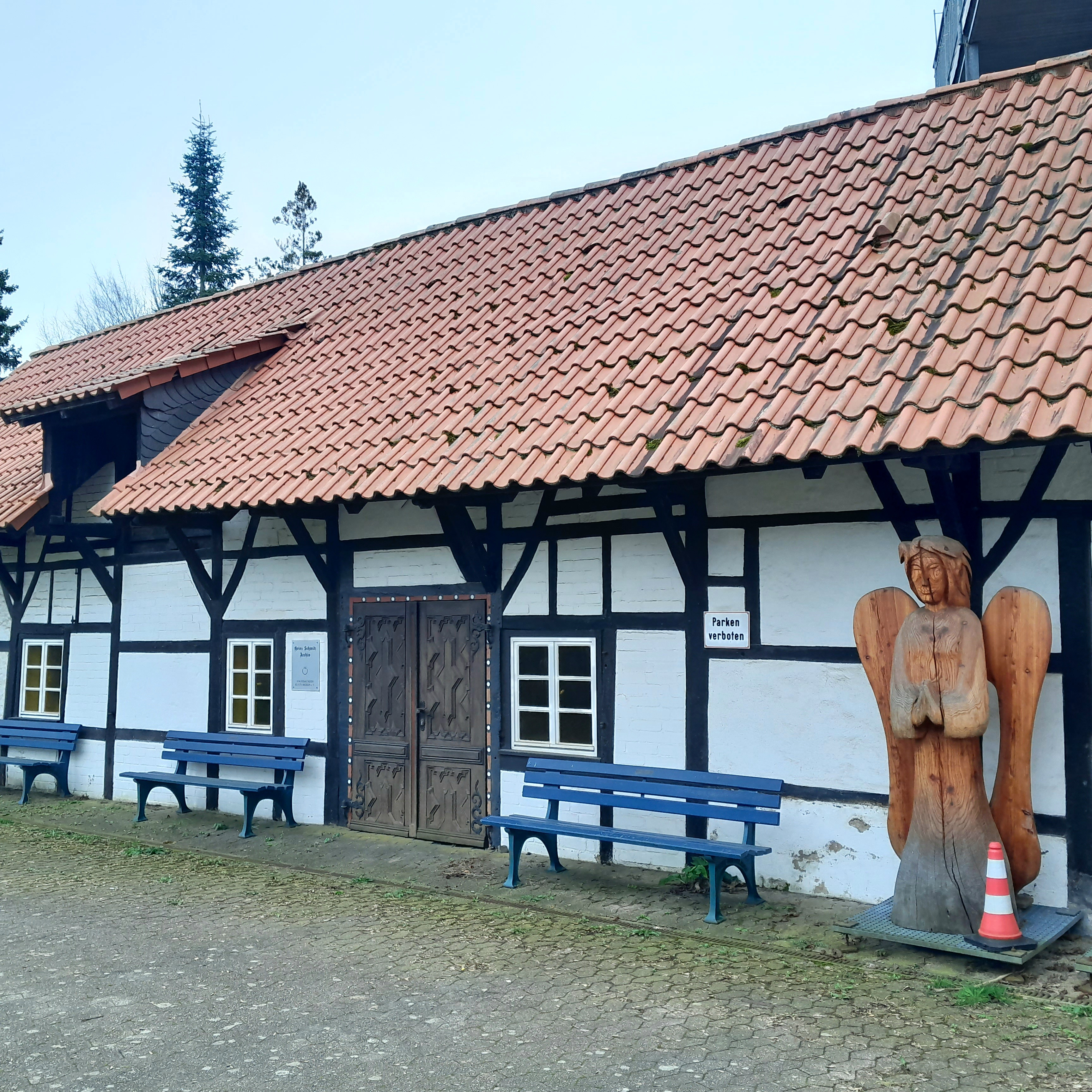
Heinz-Schmitz-Archiv Düsseldorf-Angermund